# 境 - 東京線
境 - 東京線（さかい - とうきょうせん）は、茨城県猿島郡境町と東京駅を結ぶ関東鉄道とジェイアールバス関東が共同で運行する高速バス路線である。

## 概要
茨城県南西部に位置する境町には圏央道の境古河ICがあるものの、鉄道は町内を通っていない。運賃は現金で大人1,800円、交通系ICカードでの支払いで1,600円。また定期券も設定される（境町民が通学定期券を購入する場合、町による助成が受けられる）。途中の停留所として王子駅（京浜東北線・東京メトロ南北線・都電荒川線）が利用できる。
本路線が発着する境町高速バスターミナルは本路線新設時に境古河IC隣接地へ境町アーバンスポーツパークとともに新しく建設されたもので、町内に以前から設置されている境古河バスターミナルとは場所が異なる。
境町高速バスターミナルには本路線利用者のための駐車場やレンタカー・レンタサイクルの貸し出し設備も整備され、自動運転バスも発着する。
この高速バス運行に際して境町は、運行する二社の高速バスに町をPRするラッピングバスの運行を1台ずつ契約した。ラッピングバスのデザインは境町職員によるものであり、財源はふるさと納税を活用している。

## 運行会社
現在の運行会社
- ジェイアールバス関東
  - 2021年7月1日 - 現在：佐野支店

- 関東鉄道
  - 2025年2月1日 - 現在：守谷営業所
  - 2021年7月1日 - 2025年1月31日：つくば中央営業所

## 運行経路
東京駅（下り境町行は八重洲南口3番のりばから出発。上りは日本橋口に到着） - 王子駅（下り境町行は乗車のみ、上り東京駅行は降車のみ） - （首都高速川口線・東北自動車道・圏央道経由） - 境町高速バスターミナル
※ 東京マラソン開催時は王子駅は通過

## 歴史
- 2021年（令和3年）7月1日 - 1日8往復で運行開始[7]運賃は1,700円、ICカード利用時1,500円[3]。
- 2023年（令和5年）
  - 1月1日 - 運賃を1,800円（小児900円）、ICカード利用時1,600円（800円）に改定[2]。
  - 4月1日 - 下り便も王子駅経由に変更[8]。

## 備考
- 関鉄グループの高速バス路線で東北自動車道を経由する路線は、かつて関鉄パープルバスが運行していた『下妻駅 - 菅谷 - 諸川 - 古河ニュータウンけやき平⇔東京駅 - 潮見駅/東京ディズニーリゾート』が廃止されて以来、15年ぶりである。